# Borough of Great Grimsby
Great Grimsby var ett distrikt i Humberside i England. Distriktet hade 96 712 invånare år 1961. Det avskaffades 1 april 1996 och blev en del av North East Lincolnshire.